# Paul Lapeyre
Ne doit pas être confondu avec Pol Lapeyre.
Pour les articles homonymes, voir Lapeyre.
Paul Lapeyre, né le 28 mai 1901 à Monguilhem (Gers) et mort le 2 mai 1991 en Galice (Espagne), est un militant anarchiste, anarcho-syndicaliste et libre penseur.
Il est le frère de Aristide Lapeyre.

## Biographie

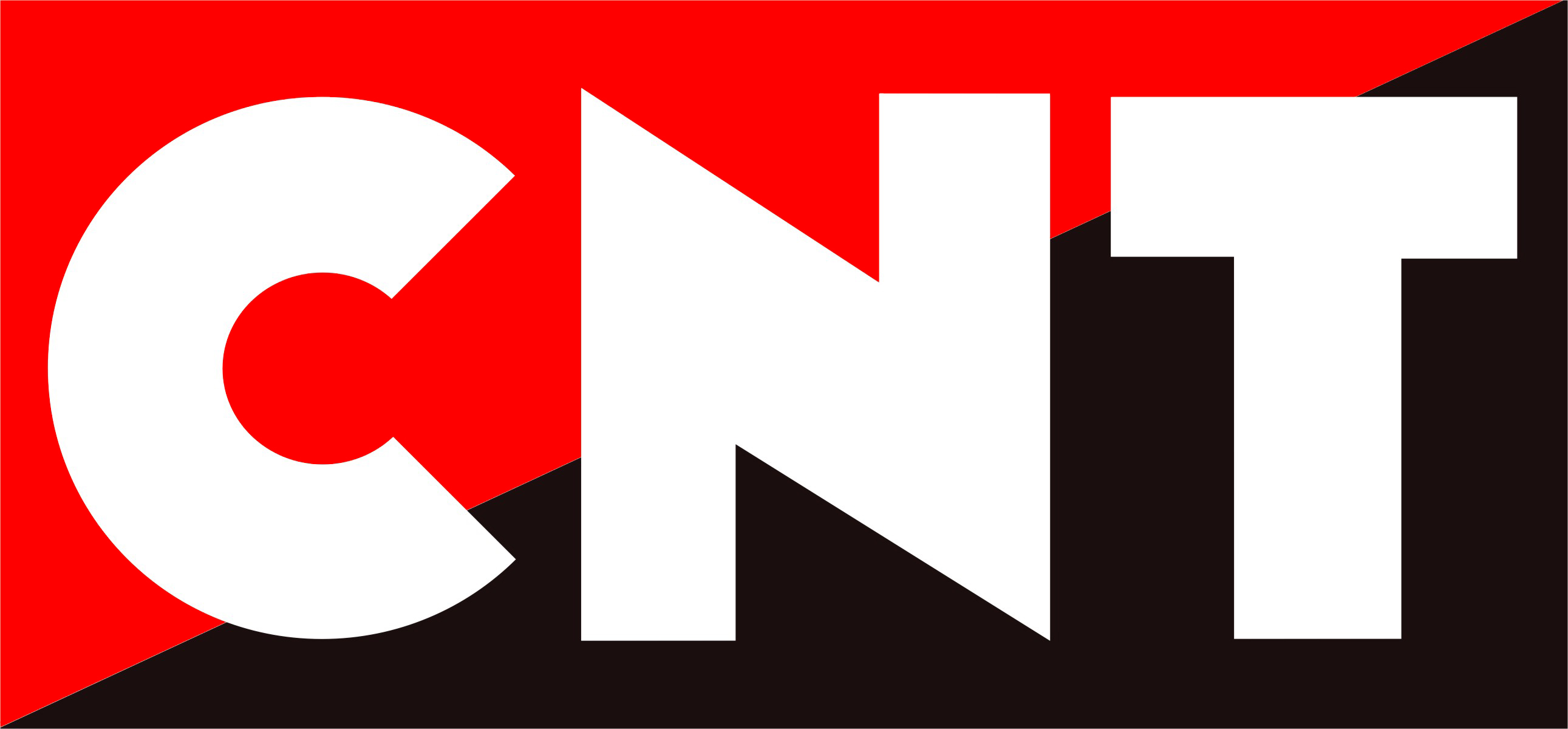
Le logo de la CNT.

Fils d’un cultivateur devenu facteur des postes, Paul Lapeyre est d’abord instituteur mais son militantisme notamment antimilitariste et internationaliste le fait exclure de l'éducation nationale.
Avec ses frères Aristide et Laurent, il participe en novembre 1926 à la constitution de la CGT-SR, puis collabore à son organe de presse, « Le Combat syndicaliste ».
De 1930 à 1939, il collabore aux Éditions Lucifer fondées par son frère Aristide, et au journal La Révolte, organe anarchiste du Sud-Ouest.
Paul Lapeyre déploie une grande activité, il est orateur dans nombre de réunions en faveur de la révolution espagnole. Il organise avec ses frères des réseaux pour envoyer armes, médicaments, etc. aux compagnons de la Confédération nationale du travail, et participe au journal L'Espagne Antifasciste qui fusionnera, début 1938, avec L'Espagne nouvelle d'André Prudhommeaux. Il collabore à SIA, hebdomadaire de la section française de Solidarité internationale antifasciste, fondé et animé par Louis Lecoin et Nicolas Faucier, et il effectue plusieurs voyages en Espagne, mandaté par la CGT-SR.
En mai 1939, il est délégué à la propagande de la Fédération anarchiste de langue française (FAF) constituée à Toulouse en 1936, à la suite d'une scission de l’Union anarchiste.
Mobilisé fin août 1939, après quelques hésitations, il se rend à la caserne. Envoyé en Alsace, il est fait prisonnier et se retrouve en Allemagne à travailler dans une ferme. Il tente de s'évader, est déporté successivement dans quatre camps d'internement et libéré en 1945 par l'armée anglaise.

### Après 1945
Après la Seconde Guerre mondiale, il est parmi les refondateurs de la Fédération anarchiste aux côtés de, notamment, Robert Joulin, Henri Bouyé, Maurice Joyeux, Georges Fontenis, Suzy Chevet, Renée Lamberet, Georges Vincey, Aristide Lapeyre, Maurice Laisant, Maurice Fayolle, Giliane Berneri, Solange Dumont, Roger Caron, Henri Oriol et Paul Chery.
Devenu artisan coiffeur, il anime avec ses frères, le salon du 44 rue de La Fusterie dans le vieux Bordeaux, qui devient un haut lieu du militantisme local et un dépôt de la presse libertaire.
Paul Lapeyre participe aussi au congrès constitutif (7-9 décembre 1946) de la CNT, section française de l'Association internationale des travailleurs.
Fin mai 1952, il est exclu, avec entre autres Maurice Joyeux, Maurice Fayolle, André Arru, Georges Vincey et son frère Aristide Lapeyre, de l'ancienne Fédération anarchiste qui se transforme, sous l'impulsion de Georges Fontenis, en Fédération communiste libertaire.
Du 25 au 27 décembre, il participe à Paris au congrès de reconstruction de la Fédération anarchiste (organisation synthésiste) à partir des groupes exclus et d'anciens militants ayant quitté l'ancienne FA les années précédentes au vu des pratiques jugées des communistes libertaires. Des principes de base sont rédigés de façon à regrouper le plus grand nombre d'anarchistes, toutes tendances confondues. Un pari difficile à tenir, car Maurice Joyeux, initiateur de cette FA reconstituée, est obligé de faire des compromis avec les anarchistes individualistes. Il en résulte un mode de fonctionnement que Joyeux jugeait « impossible » : la prise de décision à l'unanimité, chaque membre de la FA disposant d'un droit de veto sur toute orientation de la FA.
Libre penseur, membre de l'École rationaliste, il fut pendant une vingtaine d’années l’un des orateurs nationaux de la Libre Pensée.
Au début des années 1970, un infarctus l'oblige à prendre ses distances avec l'action militante soutenue et il se retire à Barsac en Gironde, dans le vignoble du sauternais. Il meurt le 2 mai 1991 dans un accident automobile en Galice (Espagne)

## Œuvres
- Jésus-Christ, Dieu soleil., Bordeaux, Éditions Lucifer & Paris, Groupe de propagande par la brochure, n°131, novembre 1933[12].
- 6 février 1935, Bordeaux, Éditions Lucifer, 1935.
- Jésus-Christ a-t-il existé ?, Bordeaux, Éditions Lucifer & Groupe de propagande par la brochure, n°167, novembre 1936[13].
- Ce qu’est le syndicalisme révolutionnaire., Paris, Éditions CGT-SR, mars 1937.
- Révolution et contre-révolution en Espagne : lueurs sur l’Espagne républicaine, février 1938, Paris, Éditions Spartacus & Éditions Terre libre, Nîmes, 1938[14].
- De Gaulle tout nu, Éditions CNT, 1946.
- Avec Marc Prévôtel, Cléricalisme moderne et mouvement ouvrier, Volonté anarchiste, 1983,  (ISSN 0181-4389)[15],[16].

## Notices
- Notices d'autorité :   - VIAF
  - ISNI
  - BnF (données)
  - IdRef
  - LCCN
  - NUKAT
  - WorldCat
- Dictionnaire biographique du mouvement ouvrier français, « Le Maitron » : notice biographique.
- Dictionnaire international des militants anarchistes : notice biographique.
- L'Éphéméride anarchiste : notice biographique.
- Catalogue général des éditions et collections anarchistes francophones : notice bibliographique.
- René Bianco : 100 ans de presse anarchiste - notice.
- Anarlivres : notice biographique.